# Règle de saint Augustin
 (juillet 2024).
Si vous disposez d'ouvrages ou d'articles de référence ou si vous connaissez des sites web de qualité traitant du thème abordé ici, merci de compléter l'article en donnant les références utiles à sa vérifiabilité et en les liant à la section « Notes et références ».

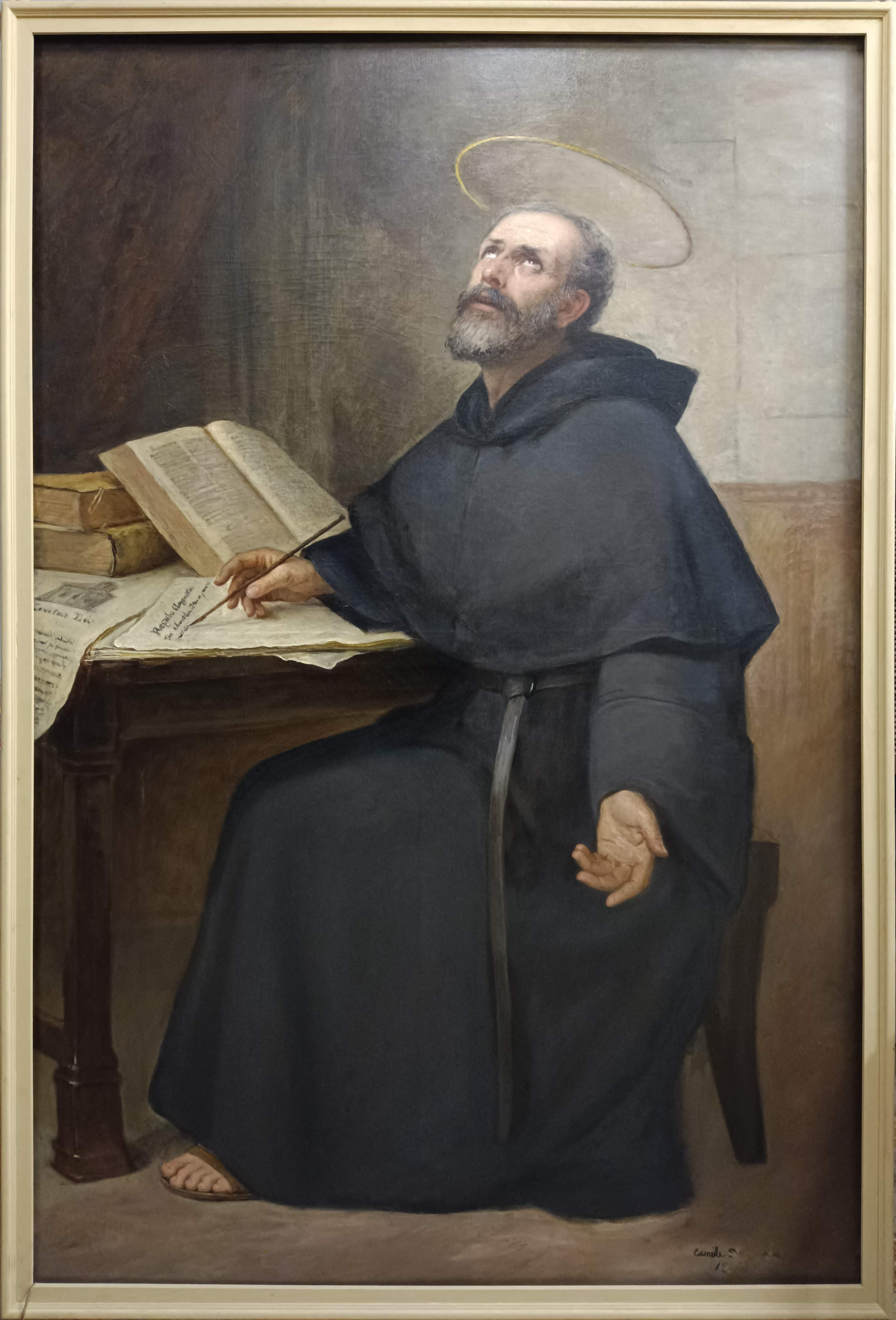
Saint Augustin rédigeant la règle et La Cité de Dieu en habit augustin.

La règle de saint Augustin dérive de plusieurs écrits dont une lettre authentique d'Augustin d'Hippone. Elle est destinée à régler la vie d'une communauté d'hommes à l'identification discutée, mais qui n'a rien à voir avec les amis groupés autour de lui dont il parle dans Les Confessions. Mis en doute par Érasme, au XVIe siècle, l'auteur de la règle serait bien Augustin lui-même selon l'argumentaire dans l'étude historique de Luc Verheijen en 1967,. Augustin l'aurait écrite à son départ du monastère des laïcs d'Hippone, lorsqu'il devint évêque titulaire du lieu à la mort de son prédécesseur Valérius.
Augustin n'a jamais eu l'intention de fonder un ordre monastique ou religieux au sens institutionnel du terme, mais d'organiser la vie religieuse d'un groupe d'hommes pieux qui lui en avaient fait la demande et auxquels il s'adressa sous la forme d'une lettre développée.
Ce texte a parfois été attribué à tort à Césaire d'Arles, archevêque d'Arles de 502 à 542, à l'intention d'une communauté religieuse en difficulté après la mort de son abbé. L'attribution de cette règle à Césaire, qui remonte à Érasme et que l'on trouve par exemple chez Gustave Bardy, a été remise en cause depuis.
Au cours du Moyen Âge, et surtout à partir du XIe siècle, l'autorité ecclésiastique entreprit de discipliner la vie des clercs et de les organiser en communautés de chanoines soumises à la règle de saint Augustin comme les Prémontrés fondés par Norbert de Xanten. Par la suite, la règle a été adoptée par d'autres communautés régulières et notamment par l'ordre des Dominicains et celui des Ermites de Saint-Augustin.

## Saint Augustin et la vie religieuse

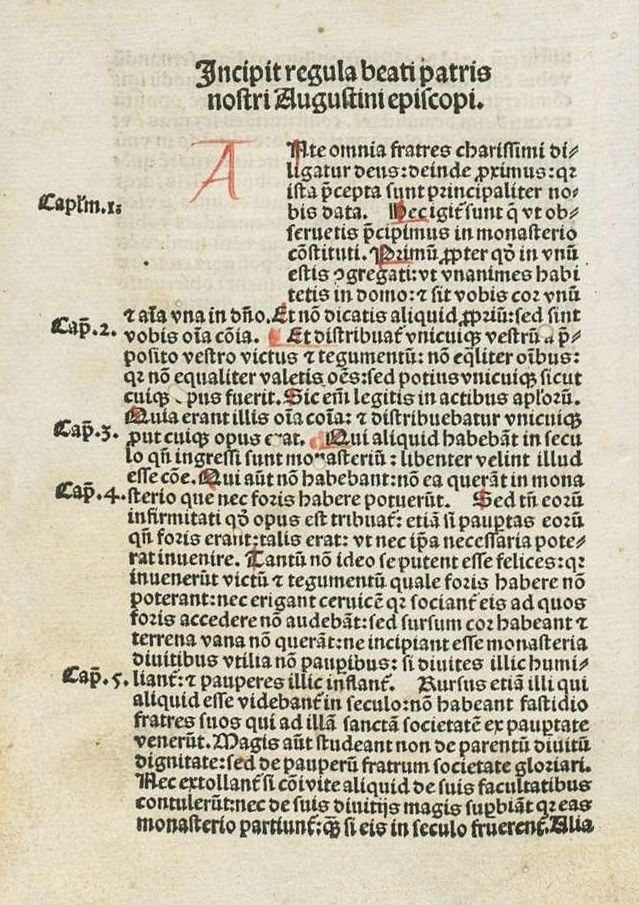
Début de la règle de saint Augustin : « Avant tout, frères bien-aimés, que Dieu soit aimé, ensuite le prochain ; car ces préceptes nous sont donnés comme la chose principale. »

Pendant toute sa vie, Augustin a été marqué par la proximité avec ses compagnons. Avant sa conversion, en Afrique, à Rome puis à Milan, il recherche la sagesse philosophique entouré de ses amis fidèles. C'est avec eux qu'il se convertit, avec eux qu'il mène une vie commune à Cassiciacum avant de recevoir le baptême, puis à Thagaste à leur retour en Afrique du Nord. Ordonné prêtre sans qu'il le souhaite vraiment, il est choisi pour seconder Valérius, le vieil évêque d'Hippone. Il ne renonce pas à la vie commune et vit avec de nouveaux compagnons dans le « monastère des laïcs ». Devenant évêque titulaire en 397, il doit quitter le monastère à qui il laisse le Præceptum. Il ne renoncera cependant pas à la vie communautaire, puisqu'il demandera à ses prêtres de vivre avec leur évêque, dans le « monastère des clercs ». C'est le modèle qui a été repris bien plus tard par les chanoines.

## Le texte de la règle
On distingue trois versions de la règle de saint Augustin qui sont autant d'états du texte diffusé, longtemps combinés entre eux. Ils portent depuis peu des titres distinctifs qui ne reflètent pas leur état originel mais les choix de la critique historique récente :
- a. L'Ordo monasterii (aussi appelé Regula secunda), inc. Ante omnia, fratres (CPL 1839a).

Il consiste en un règlement très succinct de la vie d'une communauté, indiquant l'occupation des différents moments de la journée. Il aurait été rédigé par Alypius lors d'un voyage en Terre sainte, puis retouché par Augustin (première et dernière phrase).
- b. Le Præceptum (aussi appelé Regula tertia) adressé en 397 à un groupe de laïcs : inc. Hæc sunt quæ ut observatis præceptus, appelé aussi Regula Augustini ad servos Dei (CPL 1839b).

Ce texte est une sorte de commentaire de l'ordo monasterii développé par une série de conseils sur la vie d'une communauté. Il serait intégralement augustinien et daterait de 397.
- c. La deuxième partie (Regularis informatio) de la lettre 211 (v. 411-414) rédigée pour une communauté de religieuses révoltées appelée aussi Regula puellarum ou Objurgatio (Clavis patrum latinorum (CPL) no 1839c)[5]. Il s'agirait de l'adaptation pour une communauté féminine du præceptum (Verheijen, Mandonnet, etc.). Certains estiment que ce dernier est au contraire l'adaptation à une communauté masculine du texte de la lettre 211.

Le texte le plus diffusé au Moyen Âge sous le nom de règle de saint Augustin était formé de la compilation du præceptum et de l'ordo monasterii, combinaison ancienne qui, selon Verheijen, remonterait à Alypius, ami d'Augustin et évêque de Thagaste. À partir du XIe siècle, avec la régularisation de la vie canoniale et la réforme ecclésiastique du clergé, l'Ordo monasterii, inadapté aux évolutions de la vie pratique et liturgique, fut souvent supprimé (on n'en a gardé que la première phrase, immédiatement suivie du Præceptum) et remplacé par les coutumiers des communautés ou abbayes concernées.
Le manuscrit le plus ancien de l'ensemble, contenant l'Ordo monasterii complet, immédiatement suivi du Præceptum et attribué à Augustin d'Hippone sous le titre de Regula sancti Augustini, date du tournant du VIIe siècle (Paris, BNF, lat. 12634).

## Familles religieuses affiliées à la règle de saint Augustin
Plusieurs ordres ou communautés religieuses vivent ou ont vécu sous l'autorité de la règle de saint Augustin, notamment des ordres mendiants, hospitaliers et canoniaux :
- les Prémontrés de saint Norbert (chanoines) ;
- les Frères prêcheurs de saint Dominique (mendiants) ;
- les Antonins (hospitaliers) ;
- les Chanoines réguliers de saint Augustin (C.R.S.A.), fédération de communautés de chanoines réguliers créée en 1959 (chanoines) ;
  - les Chanoines réguliers de la Mère de Dieu (chanoines) ;
  - les Chanoines réguliers de Saint-Maurice d'Agaune (chanoines).
- l'ordre de Saint-Augustin (Ordo Fratrum Sancti Augustini, O.S.A.) appelés Ermites de saint Augustin avant 1969 (mendiants).
- les Augustines de l'ordre de la Pénitence de la Madeleine (mendiantes) ;
- l'Ordre hospitalier de Saint-Jean-de-Dieu (hospitaliers) ;
- l'Ordre des Hospitaliers de la Charité-Notre-Dame (hospitaliers) ;
- l'Ordre Hospitalier de Saint Lazare de Jerusalem (hospitaliers) ;
- les Assomptionnistes ou Augustins de l'Assomption ;
- les Servites (mendiants) ;
- les Trinitaires (mendiants) ;
- les Mercédaires (mendiants) ;
- Les Hospitaliers de l'ordre de Saint-Jean de Jérusalem suivaient un mélange de la règle de saint Antoine et de la règle de saint Benoît pour faire leur propre règle (hospitaliers et militaires) ;
- les Templiers, à leurs débuts, suivaient également la règle de saint Augustin, complétée par une règle propre (militaires) ;

Certains ordres religieux féminins suivent une règle rédigée par Augustin d'Hippone pour sa sœur. On peut mentionner les augustines, les chanoinesses de Saint-Sernin à Toulouse, et les ordres qui en sont issus, les Filles de la Charité divine, etc.